# 老千計狀元才
是一部1973年上映的美國犯罪片，由喬治·羅伊·希爾執導，保羅·紐曼及羅拔·烈福等主演。此片故事取材自真人真事，以兄弟Fred及Charley Gondorff的騙局及被記錄在大衛·毛雷爾的著作《The Big Con: The Story of the Confidence Man》為藍本，描述兩名騙子合作行騙的經過。電影原名是指騙子成功騙倒受害人而取得金錢的那一刻。
電影於第46屆奧斯卡金像獎被提名十個奧斯卡獎，最後贏得包括最佳電影、最佳導演及最佳原創劇本在內的七個獎項。

## 演員
- 保羅·紐曼 飾演 Henry "Shaw" Gondorff
- 羅拔·烈福 飾演 Johnny "Kelly" Hooker
- 羅拔·蕭 飾演 Doyle Lonnegan
- 查理士·鄧寧 飾演 Lt. William Snyder
- 雷·沃爾斯頓（英语：Ray Walston） 飾演 J.J. Singleton
- 艾琳·布倫南 飾演 Billie
- 哈羅德·古爾德（英语：Harold Gould） 飾演 Kid Twist
- John Heffernan 飾演 Eddie Niles
- 達納·艾卡 飾演 FBI Agent Polk, 亦稱為"Hickey"
- 積·基浩（英语：Jack Kehoe） 飾演 Joe Erie
- Dimitra Arliss（英语：Dimitra Arliss） 飾演 Loretta Salino
- 羅伯特·厄爾·瓊斯（英语：Robert Earl Jones） 飾演 Luther Coleman
- 詹姆斯·史洛楊（英语：James Sloyan） 飾演 Mottola
- Charles Dierkop（英语：Charles Dierkop） 飾演 Floyd，Lonnegan的保鑣
- 李·保羅（英语：Lee Paul） 飾演 Lonnegan的保鑣
- 莎莉·柯蘭 飾演 Crystal，Hooker的妓女
- 埃文·隆（英语：Avon Long） 飾演 Benny Garfield
- 亞契·強森（英语：Arch Johnson） 飾演 Combs
- Ed Bakey 飾演 Granger
- 布拉德·蘇利文（英语：Brad Sullivan） 飾演 Cole
- 約翰·奎德（英语：John Quade） 飾演 Riley
- 拉里·D·曼恩（英语：Larry D. Mann） 飾演 Train Conductor
- 倫納德·巴爾（英语：Leonard Barr） 飾演 Burlesque House Comedian
- Paulene Myers（英语：Paulene Myers） 飾演 Alva Coleman
- Joe Tornatore 飾演 Black Gloved Gunman
- 傑克·科林斯（英语：Jack Collins (actor)） 飾演 Duke Boudreau
- Tom Spratley 飾演 Curly Jackson
- Kenneth O'Brien 飾演 Greer
- 肯·桑塞姆（英语：Ken Sansom） 飾演 Western Union Executive
- Ta-Tanisha（英语：Ta-Tanisha） 飾演 Louise Coleman
- 威廉·班尼狄（英语：William "Billy" Benedict） 飾演 Roulette Dealer

## 提名及獲獎
- 第46屆奧斯卡金像獎
  - 入圍：最佳男主角、最佳攝影、最佳混音

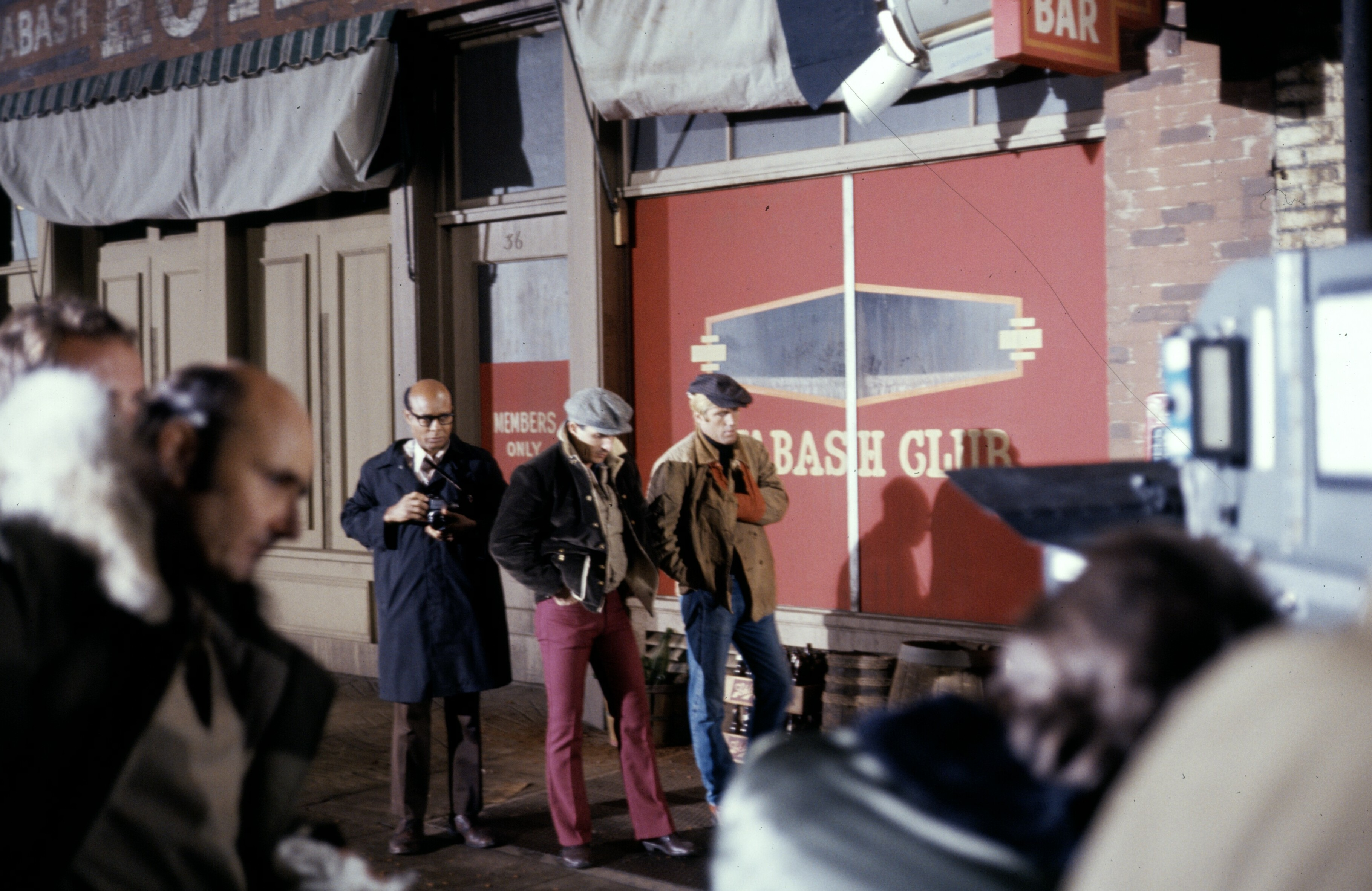
電影於加利福尼亞州的帕薩迪納進行拍攝

  - 獲獎：最佳電影、最佳導演、最佳原創劇本、最佳藝術指導、最佳服裝設計、最佳剪接、最佳配樂

## 譯名軼聞
影片《The Sting》台灣翻譯成《刺激》，sting 確實是「刺」或是「被刺痛」的意思，但根據劇情對照，片名應該是用另外一個涵義「透過精心設計的複雜計畫，欺騙人們達到掠奪的目的」，所以片名翻成「刺激」可以說是誤譯。這也是另外一部電影《刺激1995》的台灣翻譯來源。

## 參註
1. ↑  蘇詠智. . 聯合新聞網.   [2018-02-01]. （原始内容存档于2020-10-22） （中文（臺灣））.

## 延伸閱讀
有關Gondorff兄弟，可另見：
- 大衛·毛雷爾（英语：David W. Maurer）的《The Big Con: The Story of the Confidence Man》

## 外部連結
- 互联网电影数据库（IMDb）上《老千計狀元才》的资料（英文）
- AllMovie上《老千計狀元才》的资料（英文）
- 爛番茄上《老千計狀元才》的資料（英文）
- 豆瓣电影上《老千計狀元才》的資料 （简体中文）

| 奖项与成就      | 奖项与成就            | 奖项与成就          |
| --------------- | --------------------- | ------------------- |
| 前任： 《教父》 | 奧斯卡最佳電影獎 1973 | 繼任： 《教父續集》 |